# 荼枳尼天

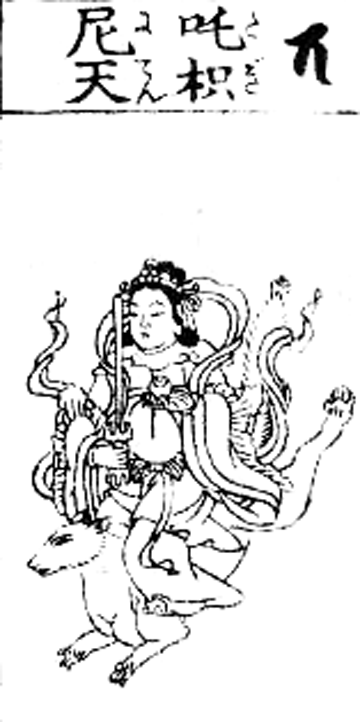
荼枳尼天（剣と宝珠を持つ）
『仏像図彙』1783年

荼枳尼天（だきにてん）は、仏教の神（天）。
「荼枳尼」という名は梵語のダーキニー (Ḍākinī) を音訳したものである。また、荼吉尼天、吒枳尼天とも漢字表記し、吒天（だてん）とも呼ばれる。荼枳尼“天”とは日本特有の呼び方であり、中国の仏典では“天”が付くことはなく荼枳尼とのみ記される。ダーキニーはもともと集団や種族を指す名であるが、日本の荼枳尼天は一個の尊格を表すようになった。日本では稲荷信仰と混同されて習合し、一般に白狐に乗る天女の姿で表される。狐の精とされ、稲荷権現、飯綱権現と同一視される。また辰狐王菩薩とも尊称される。剣、宝珠、稲束、鎌などを持物とする。

## 起源
荼枳尼天の起源であるインドのダーキニーは、裸身で虚空を駆け、人肉を食べる魔女である。ダーキニーの起源は明らかでないが、ヒンドゥー教もしくはベンガル地方の土着信仰から仏教に導入されたと考えられている。坂内龍雄によれば元はダーキンという名前の地母神で、ベンガル西南のパラマウ地方 (Palamau) においてドラヴィダ族のカールバース人によって信仰されていたという。土地を支配し育む神の配偶神であり、豊穣を司る農耕神であったという。立川武蔵によれば、ダーキニーは仏教に取り入れられたのち、ヒンドゥー教でも女神として知られるようになった。もとはベンガル地方の女神カーリーの侍女で、後にカーリーがヒンドゥー教の神シヴァの妃とされたため、ダーキニーもシヴァの眷属とされた、と立川は説明している。また、津田真一のいう「尸林の宗教」の巫女に起源を求める説もある（後述）。

## ヒンドゥー教

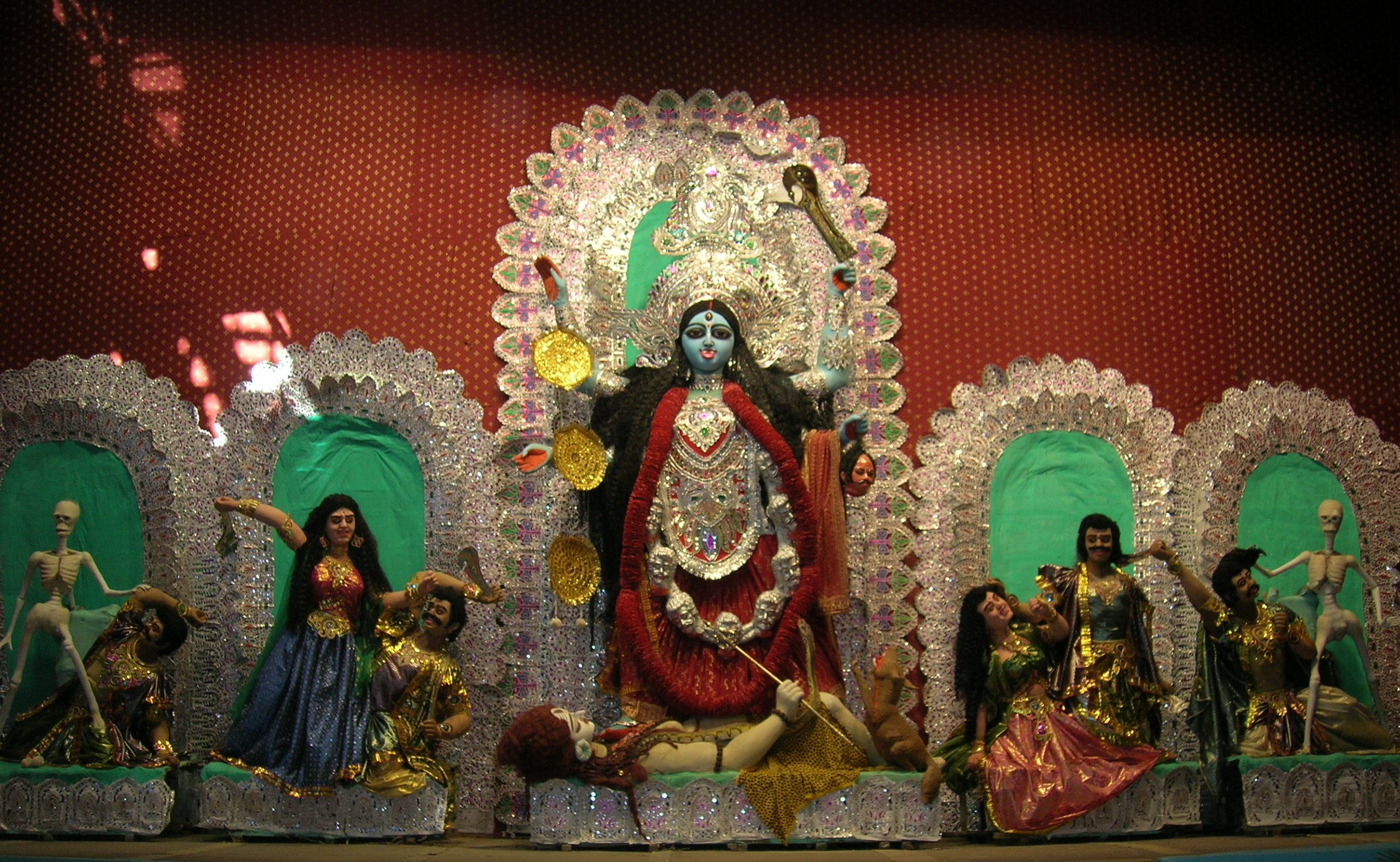
ダーキニーとヨーギニー（中央カーリーの両側）。西ベンガル州の祭典

ヒンドゥー教ではカーリーの眷属とされ、カーリーに付き従って尸林をさまよい、敵を殺し、その血肉を食らう女鬼・夜叉女となっている。

## インド仏教

### 大乗仏教（雑密）
大乗仏教ではダーキニーは羅刹女の類であり、荼枳尼の害を除くための呪文などが説かれている。また、人間と獅子との間に生まれた子が、荼枳尼や荼伽（ダーカ・男のダーキニー）となり、初めは鳥獣を、後には人肉を食うようになったとの話も見られる。

### 中期密教
中期密教では大日如来（毘盧遮那仏）の化身である大黒天によって調伏され、死者の心臓であれば食べることを許可されたという説話が生まれた。大黒天は尸林で荼枳尼を召集し、降三世の法門によってこれを降伏し仏道に帰依させた。そして「キリカク」という真言と印を荼枳尼に授けたとされる。自由自在の通力を有し、6ヶ月前に人の死を知り、死ぬまではその人を加護し、死の直後に心臓をとってこれを食べるといわれる。人間には「人黄」という生命力の源があり、それが荼枳尼の呪力の元となっているのである。

### 後期密教
インドの後期密教においては、タントラやシャクティ（性力）信仰の影響で、裸体で髑髏（どくろ）などを持つ女神の姿で描かれるようになっていった。明妃と呼ばれる女性配偶尊として登場する。髑髏杯（カパーラ）や肉切包丁（カルトリ）を手にした裸の女性の姿で表わされ、ヨーギニー（瑜伽女）とも呼ばれる。無上瑜伽タントラの密教修行において、行者の性的パートナーの役割を担う。仏教学者の津田真一は、後期密教のダーキニーは7-8世紀のインドでオルギー的宗教儀礼を行っていた魔女たちの集団であったと想定した。田中公明はこの津田の仮説を下敷きにして、ダーキニーは中世インドの尸林で祀られていた土着宗教の女神の眷属であったが、その女神の祠堂に仕える巫女もまたダーキニーと呼ばれたと推察している。

## 日本

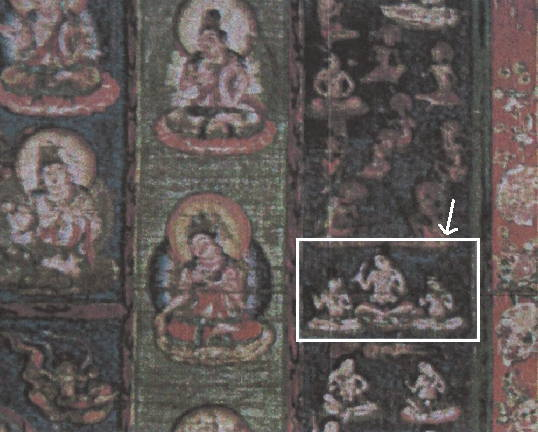
胎蔵曼荼羅・外金剛部院の荼吉尼衆

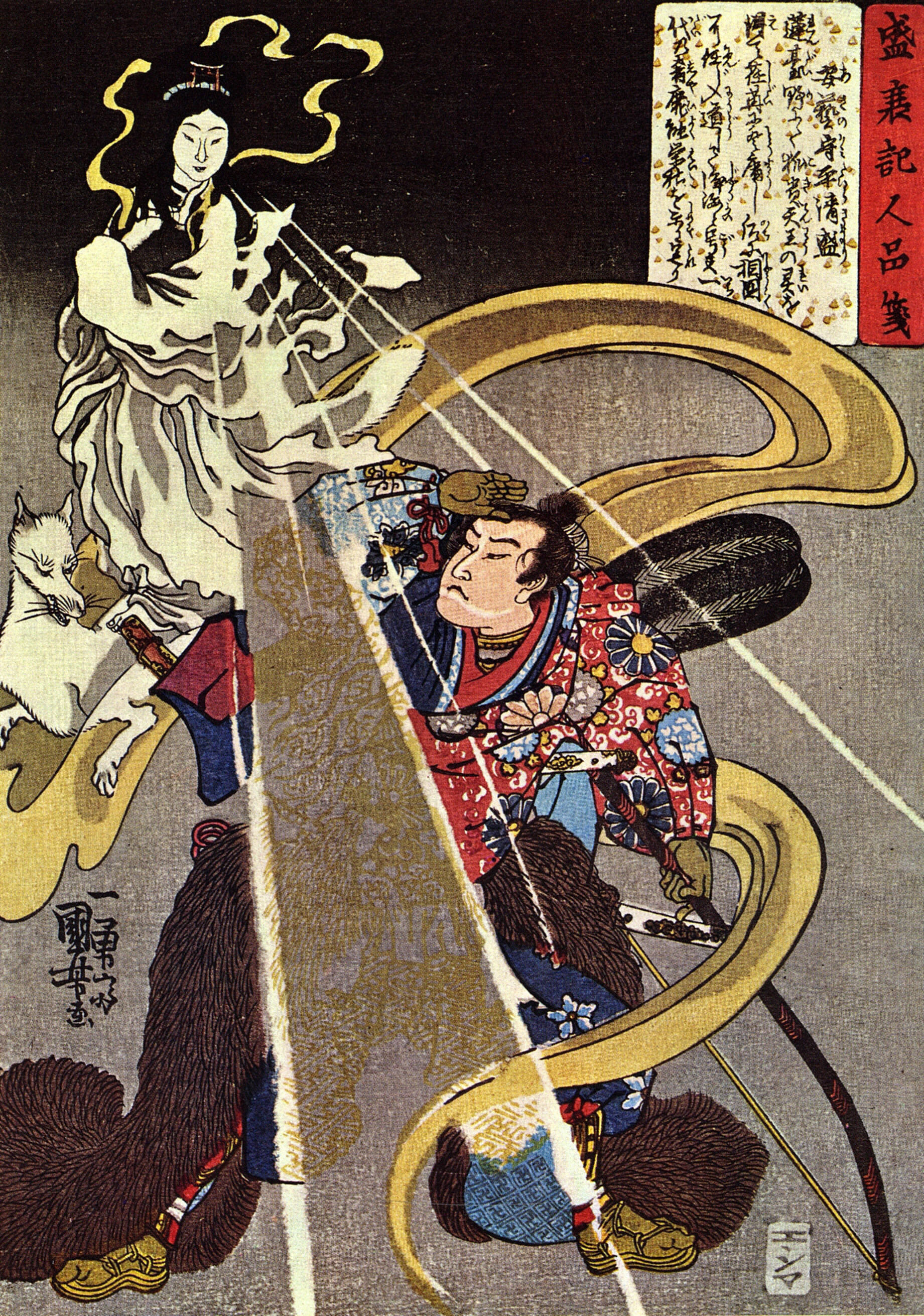
清盛と荼枳尼天（歌川国芳）
盛衰記人品箋（1840年）

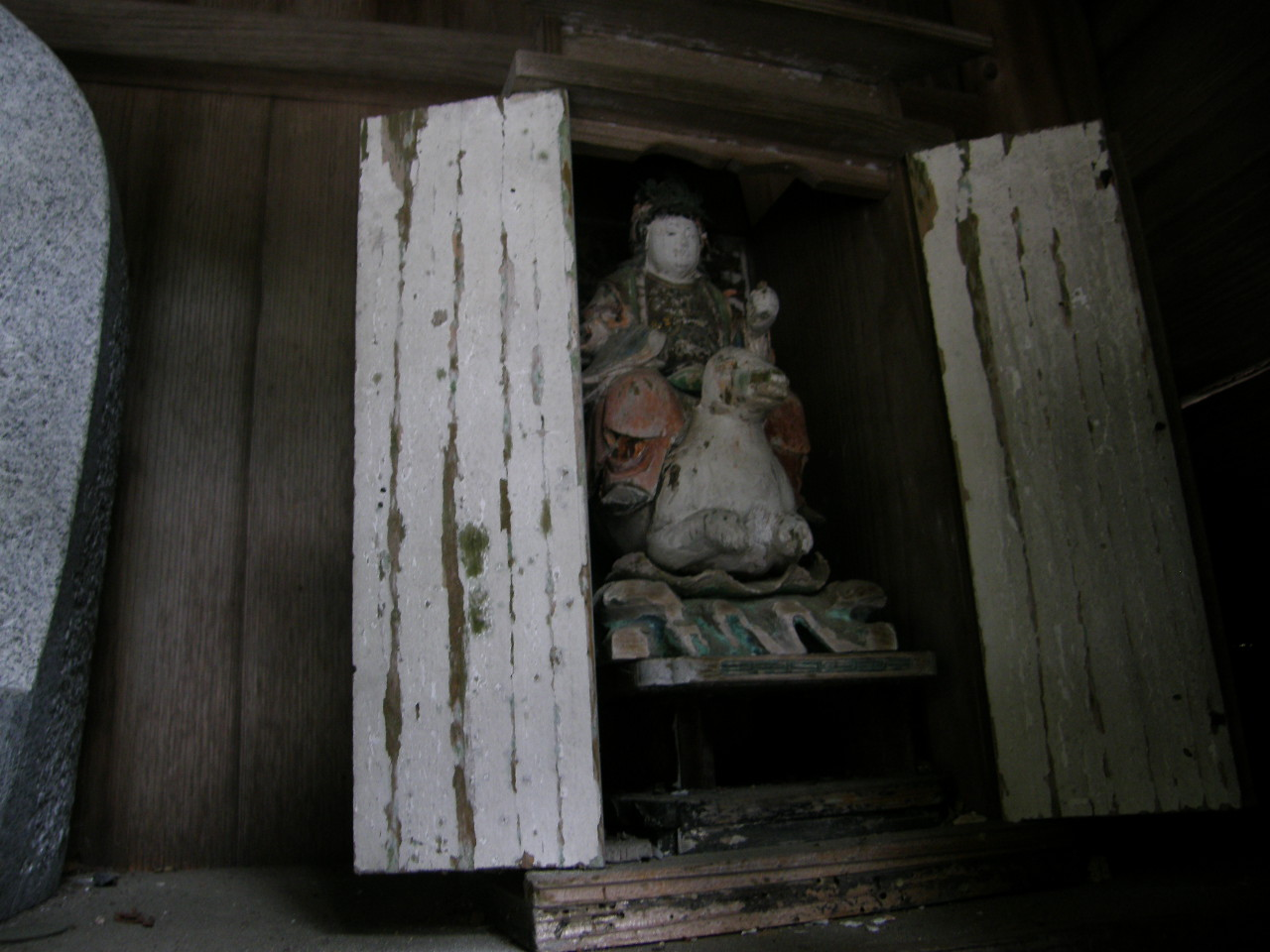
弘誓寺（丹波篠山市）山門に祀られる
木製の荼枳尼天（制作年不明）

### 伝来
平安初期に空海により伝えられた真言密教では、
荼枳尼は胎蔵曼荼羅の外金剛院・南方に配せられ、奪精鬼として閻魔天の眷属となっている。半裸で血器や短刀、屍肉を手にする姿であるが、後の閻魔天曼荼羅では薬袋らしき皮の小袋を持つようになる。さらに時代が下ると、その形像は半裸形から白狐にまたがる女天形へと変化し、荼枳尼“天”と呼ばれるようになる。また、辰狐王菩薩（しんこおうぼさつ）、貴狐天王（きこてんのう）とも呼ばれる。

### 中世

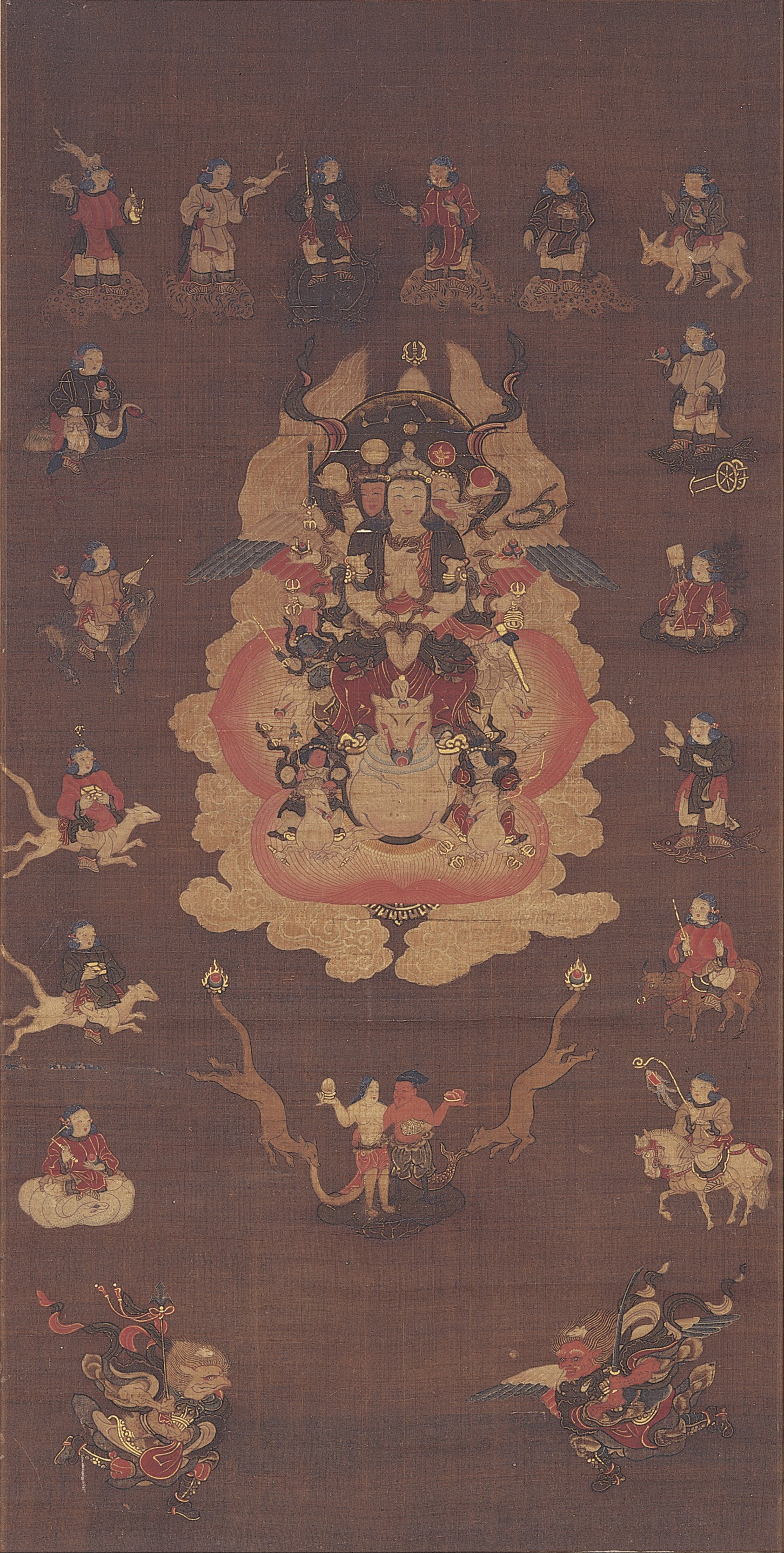
荼枳尼天曼荼羅（大阪市立美術館蔵、室町時代）

中世になると、天皇の即位灌頂において荼枳尼天の真言を唱えるようになり、この儀礼で金と銀の荼枳尼天（辰狐）の像を左右に祀るという文献も存在する。また、平清盛などが荼枳尼天の修法を行っていたといわれ、『源平盛衰記』には清盛が狩りの途中で荼枳尼天（貴狐天王）と出会い、この修法を行うか迷う場面が記されている。ただし、『源平盛衰記』はあくまでも後世に書かれた文学作品であり、清盛が実際に荼枳尼天の修法を行っていたとする根拠はない。
国文学者の田中貴子によれば、荼枳尼天の修法を外法と呼んだ例は中世文学に見られ、『平家物語』には「かの外法行ひける聖を追ひ出さんとす」、『源平盛衰記』には「実や外法成就の者は」、『太平記』には「外法成就の人の有けるに」との記述があるとする。

### 「彼の法」集団と性愛信仰
時代を降ると荼枳尼天は性愛を司る神と解釈された。日本では鎌倉時代の13世紀前半ごろに、荼枳尼天を祀る名称不明の密教集団（便宜上「彼の法」集団と呼称）が現れ、「髑髏本尊」という髑髏を本尊とする性的儀式を行った。真言立川流の心定は「彼の法」集団と敵対し、『受法用心集』（文永5年〈1268年〉）を著して、これを邪教と糾弾した。「彼の法」集団はおそらく14世紀前半ごろまでには消滅した。
なお、通俗書や2000年代以前の研究書では「立川流は荼枳尼天を祀ったとして邪教視され、江戸時代にはついに途絶えた」などというように解説するものが多いが、立川流の側を荼枳尼天信仰団体とするのは、宥快の『宝鏡鈔』（天授元年 / 永和元年〈1375年〉）などによって広まった誤解である（詳細は「彼の法」集団#歴史）。
宥快の政敵である文観（後醍醐天皇の護持僧）は、荼枳尼天を祀る妖僧として批難されている。通俗書の類はこれをそのまま採用するものがあるが、21世紀現在の研究では、これはただのいわれのない誹謗中傷であり、実際には文観が荼枳尼天を信仰したことはないことが判明している。

### 習合
狐は古来より、古墳や塚に巣穴を作り、時には屍体を食うことが知られていた。また人の死など未来を知り、これを告げると思われていた。あるいは狐媚譚などでは、人の精気を奪う動物として描かれることも多かった。荼枳尼天のこの狐との結びつきが、日本の神道の稲荷と習合するきっかけとなったとされている。なお、狐と荼枳尼の結びつきは既に中国において見られる。

### 戦国
戦国時代には、各地の武将が城鎮守稲荷として荼枳尼天を祀るようになる。武将たちの生命のかかった城に祀られる稲荷は、怨敵退散を祈願し闘戦に勝利するため荼枳尼天が大部分だったと考えられている。

### 近世・近代
近世になると荼枳尼天は、伏見稲荷本願所（愛染寺）、豊川稲荷（妙厳寺）、最上稲荷（妙教寺）、王子稲荷（別当 金輪寺）のように、憑き物落としや病気平癒、開運出世の福徳神として信仰される。
明治政府が成立すると神仏分離政策を受け、それまで全国の寺社に荼枳尼天を勧請していた愛染寺は廃寺となり、伏見稲荷で荼枳尼天を祭祀することは途絶えた。また荼枳尼天を祀っていた稲荷社も多くは宇迦之御魂神などを祭神とする稲荷神社となった。しかし、最上稲荷など神仏分離を免れた寺院もある。
なお豊川稲荷では荼枳尼天を祈祷の本尊として大般若経転読が、最上稲荷では同じく木剣加持が行われているが、これは中世に外法と呼ばれた修法とは全く別のものである。

## チベット

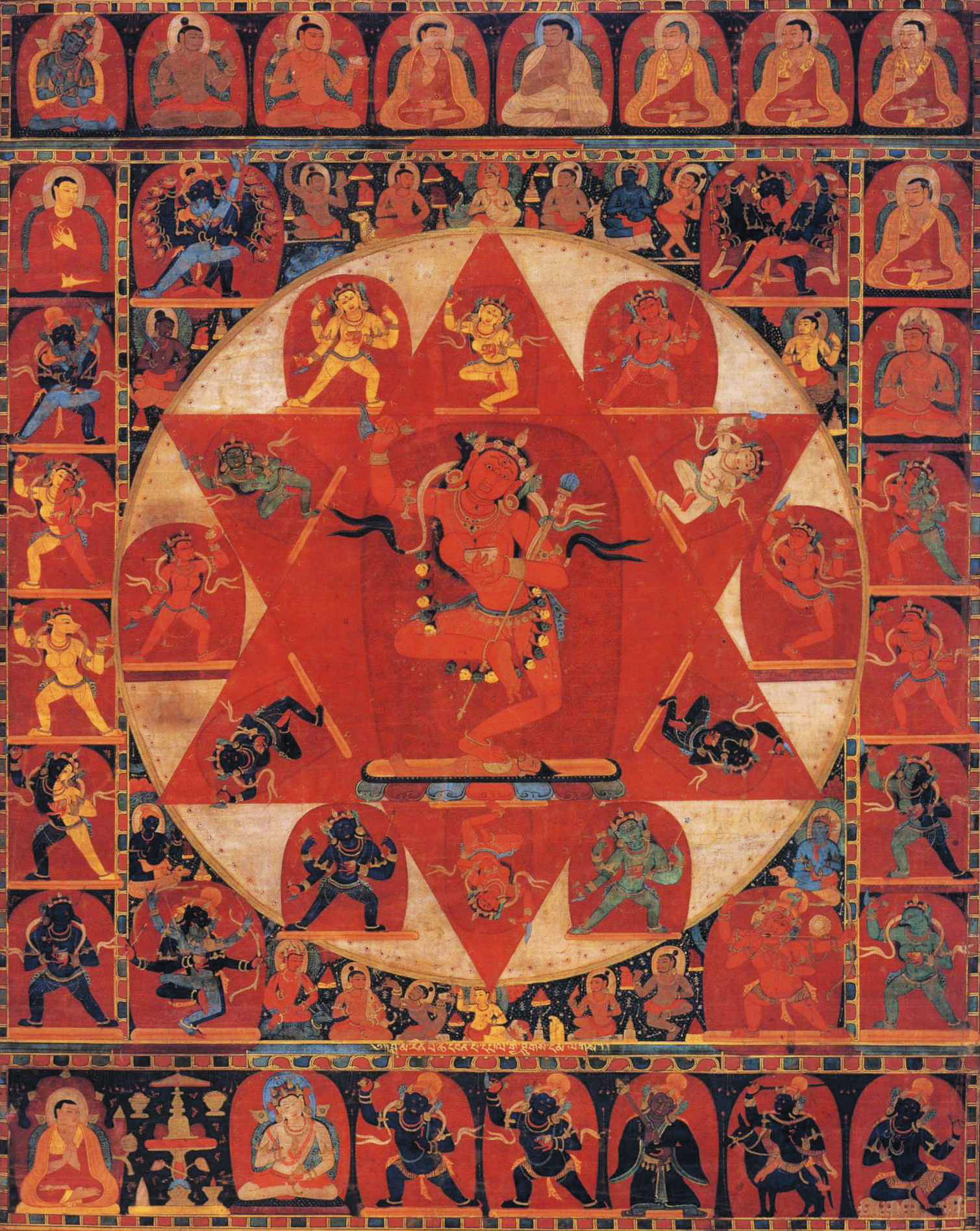
ヴァジュラ・ヴァーラーヒー曼荼羅（14世紀 チベット）

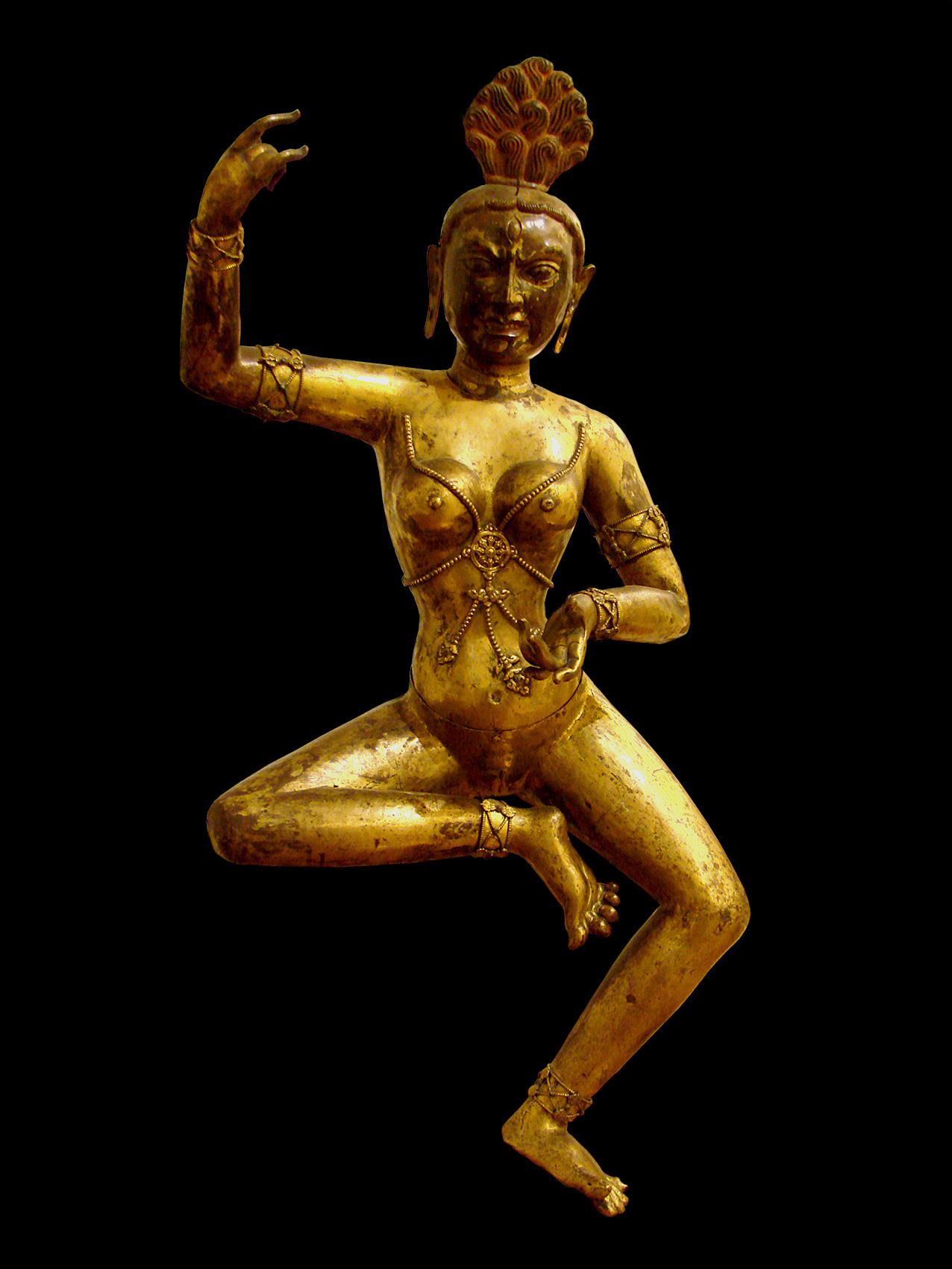
チベット・踊るダーキニー（フランス国立ギメ東洋美術館）

後期密教を取り入れたチベットでは、ダーキニーはカンド（チベット文字：མཁའ་འགྲོ།; ワイリー方式：mkha' 'gro）、カンドマ（チベット文字：མཁའ་འགྲོ་མ་; ワイリー方式：mkha' 'gro ma、漢訳: 空行母）と呼ばれる。密教の行者を悟りに導く女神とされ、重要な位置を占める。無上瑜伽タントラの曼荼羅では、中尊であるヘールカ（守護尊）と明妃であるダーキニーとが交わる父母仏が描かれ、中尊の周囲にも眷属的なダーキニーが配される。それらの中には鳥獣頭を持つものもある。また、埋蔵経典の『死者の書』にも多くのダーキニーが登場する。
代表的なものとしては、チャクラサンヴァラ（最勝楽）の明妃ヴァジュラヴァーラーヒー（金剛亥母）、ヘーヴァジュラ（呼金剛）の明妃ナイラートマー（無我女）、カーラチャクラ（時輪金剛）の明妃ヴィシュヴァマーター（一切母）などである。中でも猪の面を側頭部に持ち、そこから発する鋭い叫び声で幻影を打ち砕くというヴァジュラヴァーラーヒーは単独でも多く信仰される。
ヴァジュラヴァーラーヒーはチベット語ではドルジェ・パクモ (rdo rje phag mo) と言い、その化身である転生ラマとされる女性が受け継ぐ名跡の名称ともなっている（サムディン・ドルジェ・パクモ）。

## 真言・種字
- 真言
  - オン・ダキニ・ギャチ・ギャカニエイ・ソワカ[15]
  - オン・ダキニ・サハハラキャティ・ソワカ[44]
    - Oṃ ḍākinī-sabala-parivāra svāhā[44]

  - オン・キリカク・ソワカ（除行垢呪）[15]
  - オン・キリ・カク・ウン・ソワカ[44]
    - Oṃ hrī haḥ hūṃ svāhā[44][注 14]

  - ノウマク・サマンダボダナン・キリ・カク・ソワカ[45]
    - Namaḥ samantabuddhānāṃ hrī haḥ svāhā（普き諸仏に帰命す フリー ハッハ スヴァーハー）[45]

  - ナウマク・サンマンダ・ボダナン・キリク・カク・ソワカ[44]
    - Namaḥ samanta-buddhānāṃ, hrīḥ haḥ svāhā[44]

  - オン・シラ・バッタ・ニリ・ウン・ソワカ[44]
    - Oṃ śiras-bhaṭṭa niri hūṃ svāhā[44]
- 種字は ダ (ड、ḍa) である[15]。

## 荼枳尼天を祀る日本の主な寺院

豊川稲荷に祀られている豊川吒枳尼真天

- 成田山・出世開運稲荷 成田山吒枳尼天堂（真言宗・千葉県成田市） 翁稲荷明神像と供に祀られる。
- 高尾山・福徳稲荷（真言宗・東京都八王子市） キリカクの真言は飯縄権現に使われる。
- 浅草寺・鎮護堂（天台系・東京都台東区） 通称、お狸様。聖観音宗。
- 成田山深川不動堂・出世開運稲荷 深川吒枳尼天堂（真言宗・東京都江東区）
- 大円寺・笠森稲荷（日蓮宗・東京都台東区） 本地の薬王菩薩の名で祀られる。
- 真浄寺・縁切稲荷（真言宗・茨城県牛久市） 牛久成田山・稲荷大権現。
- 總持寺・穴熊稲荷（曹洞宗・神奈川県横浜市） 曹洞宗の総本山の一つ。
- 普済寺・北山稲荷（曹洞宗・静岡県浜松市） 豊川稲荷の本寺。
- 妙厳寺・豊川稲荷（曹洞宗・愛知県豊川市） 日本三大稲荷。日本各地の寺院に勧請される。
- 白雪稲荷堂
- 比叡山・星峯稲荷（天台宗・滋賀県大津市） 天台宗の総本山。
- 神照寺・神照稲荷（真言宗・滋賀県長浜市） 伏見稲荷本願所・愛染寺からの法脈を伝える。
- 真如堂・法伝寺（天台宗・京都府京都市） 元は真如堂の稲荷堂で現在は塔頭。
- 鞍馬山・吉鞍稲荷（天台系・京都府京都市） 鞍馬弘教。
- 誕生寺（曹洞宗・京都府京都市） 道元誕生の寺
- 知恩院・濡髪祠（浄土宗・京都府京都市） 浄土宗の総本山。
- 建仁寺・興雲庵（臨済宗・京都府京都市） 豊川稲荷を勧請している。
- 相国寺・宗旦稲荷（臨済宗・京都府京都市） 塔頭の金閣寺も荼枳尼天を祀る。
- 了徳院・白髭稲荷（真言宗・大阪府大阪市） 三面荼枳尼天を祀る。
- 木山寺・善覚稲荷（真言宗・岡山県真庭市） 本地の十一面観音の名で祀られる。
- 妙教寺・最上稲荷（日蓮宗・岡山県岡山市） 日本三大稲荷。平成21年までは最上稲荷教。
- 犬鳴山七宝滝寺・鎮守殿（真言宗・大阪府泉佐野市） 葛城山脈・白髭一言稲荷大明神
- 明見院（真言宗・滋賀県彦根市） 井伊家所縁の寺院。

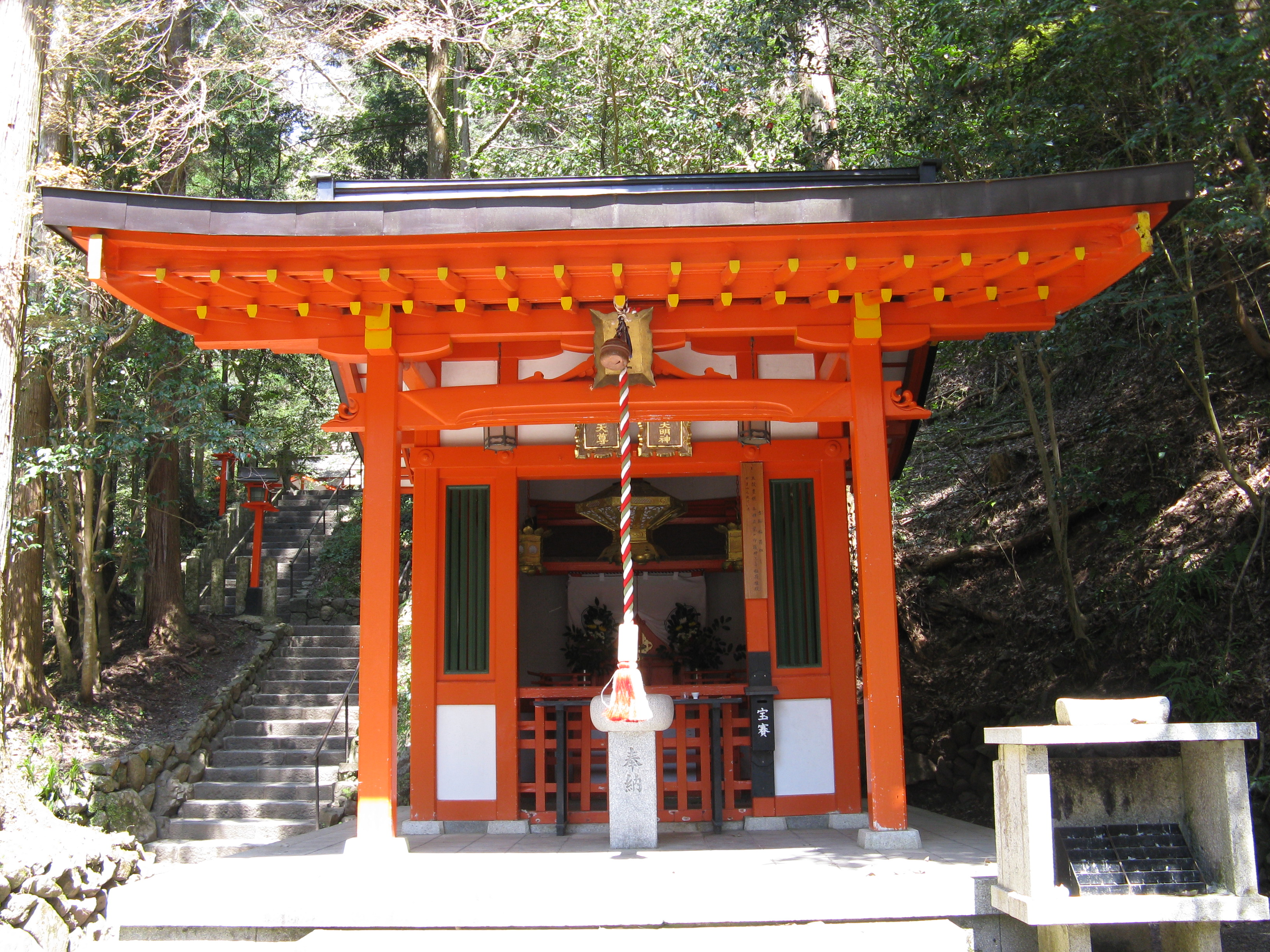
吉鞍稲荷（鞍馬山・京都市）
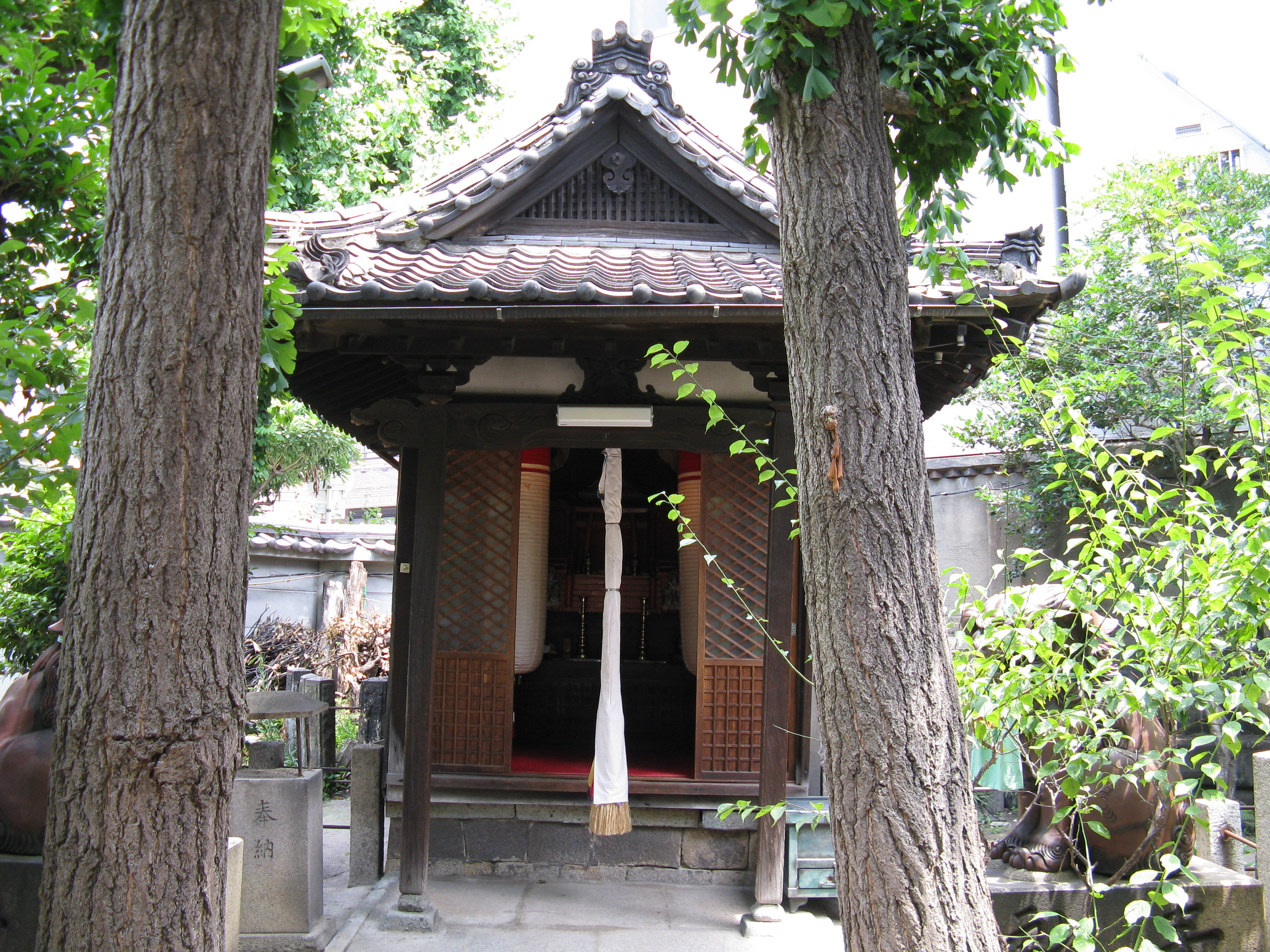
白髭稲荷（了徳院・大阪市）
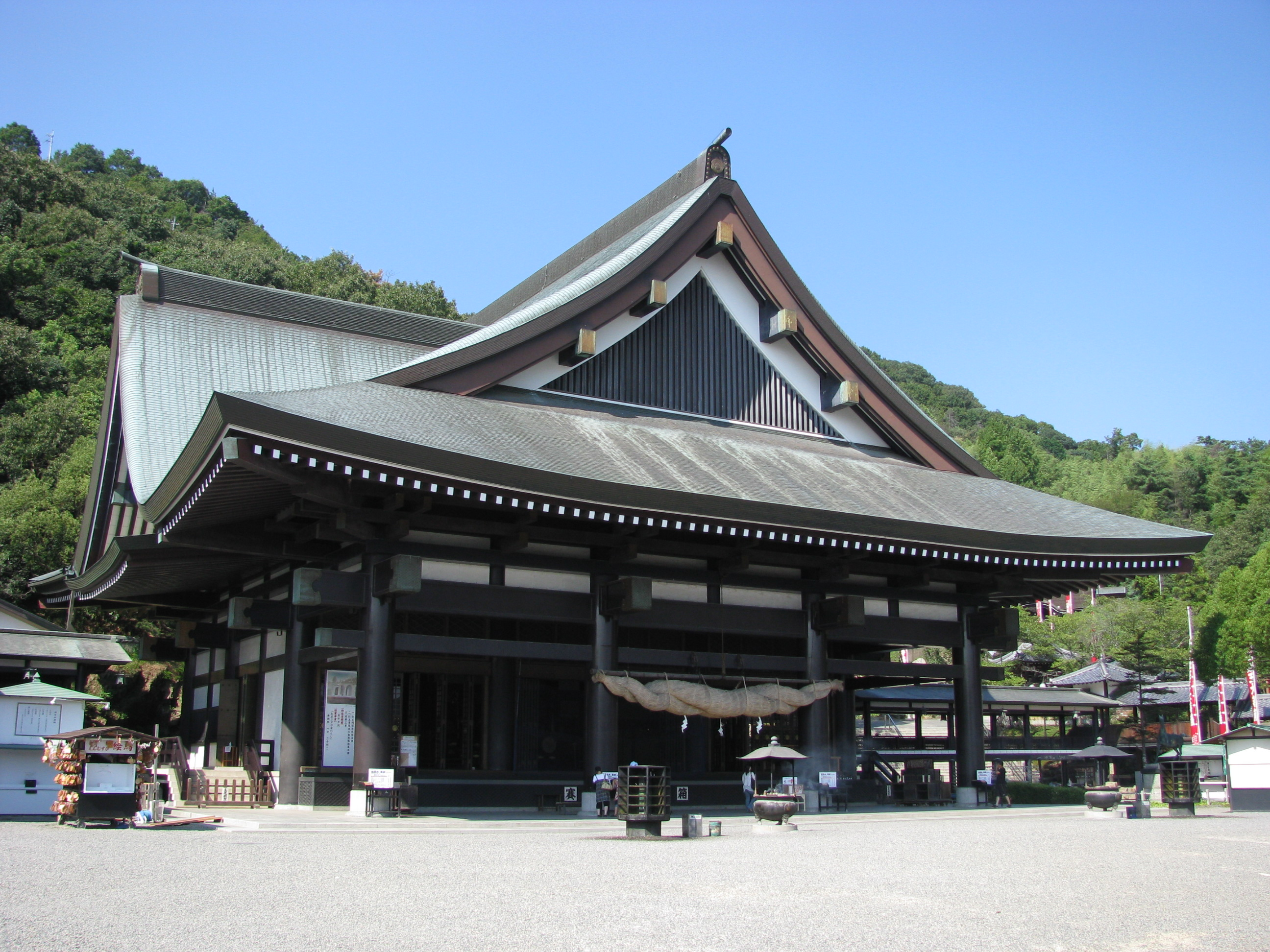
最上稲荷（妙教寺・岡山市）
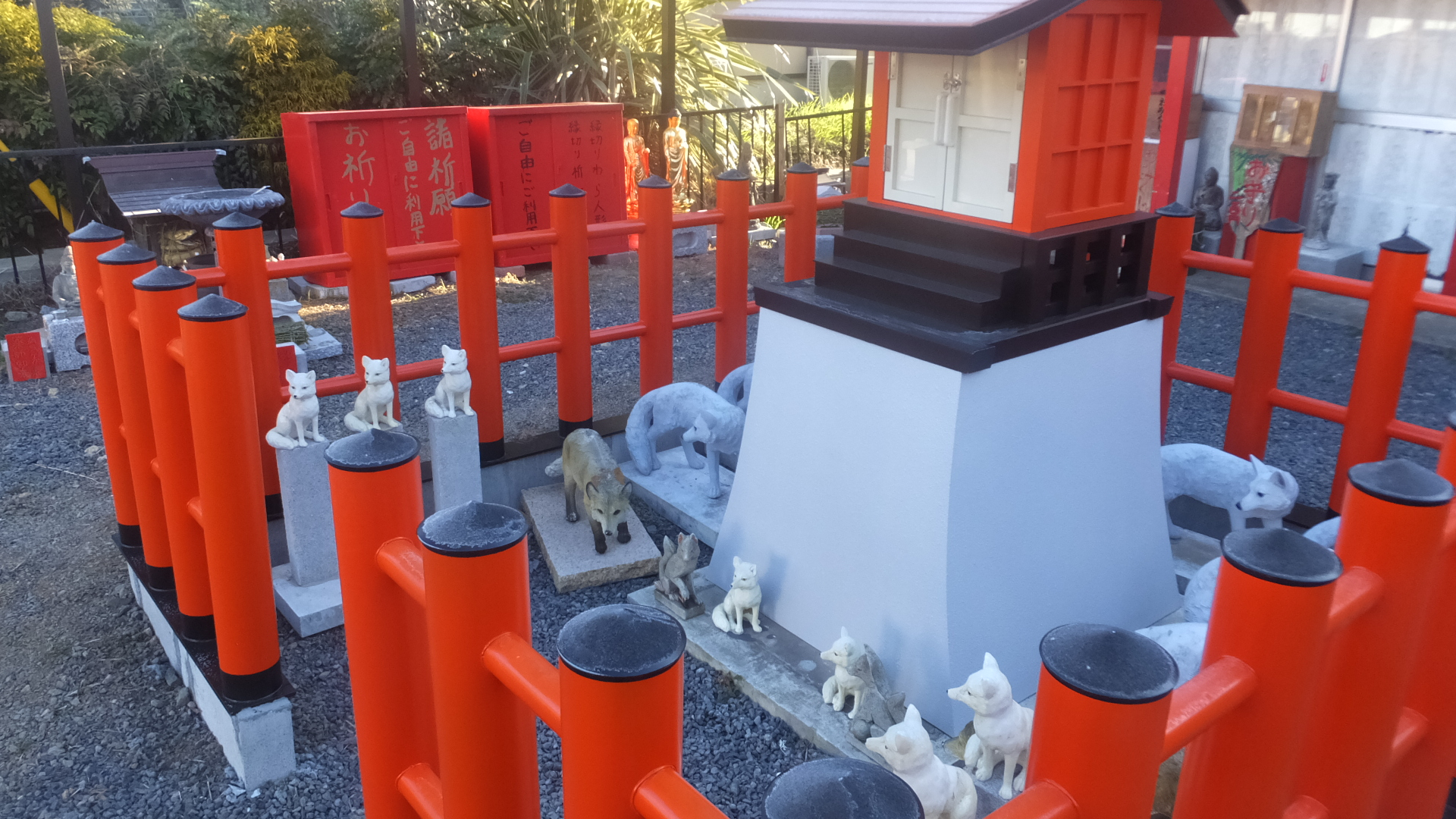
稲荷大権現 縁切り稲荷（真浄寺・牛久市）
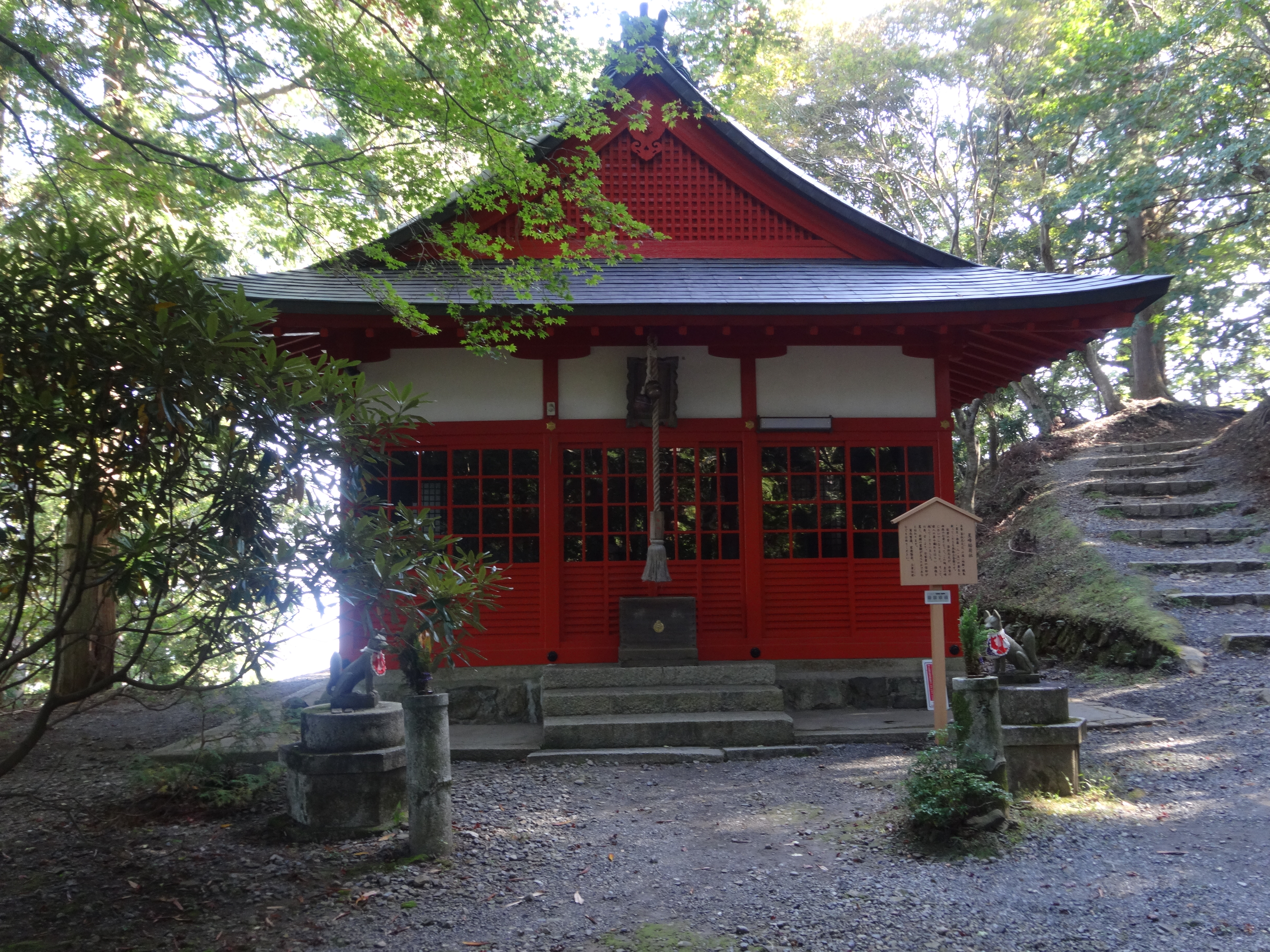
星峯稲荷社（比叡山延暦寺）
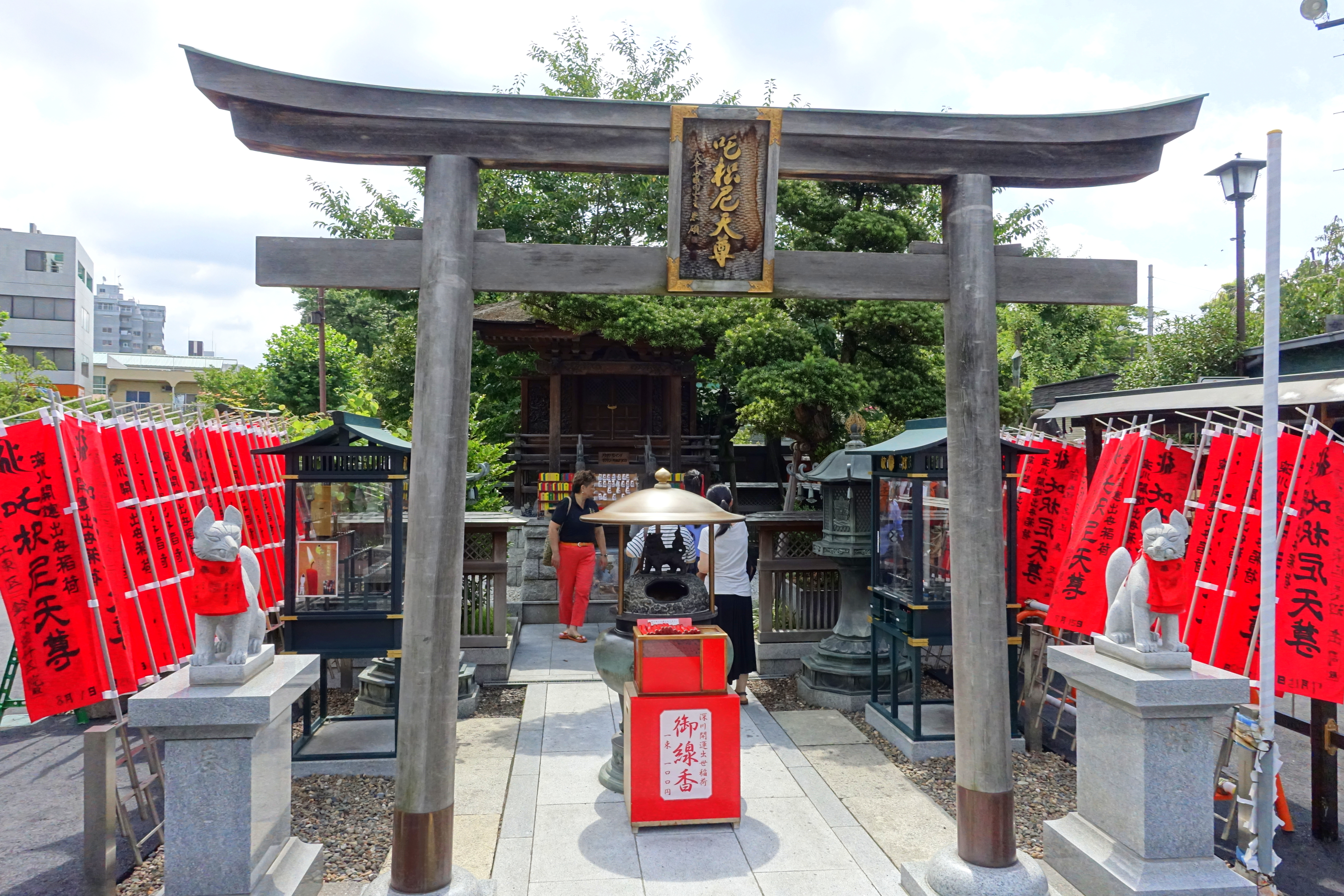
荼枳尼天尊（成田山東京別院深川不動堂）

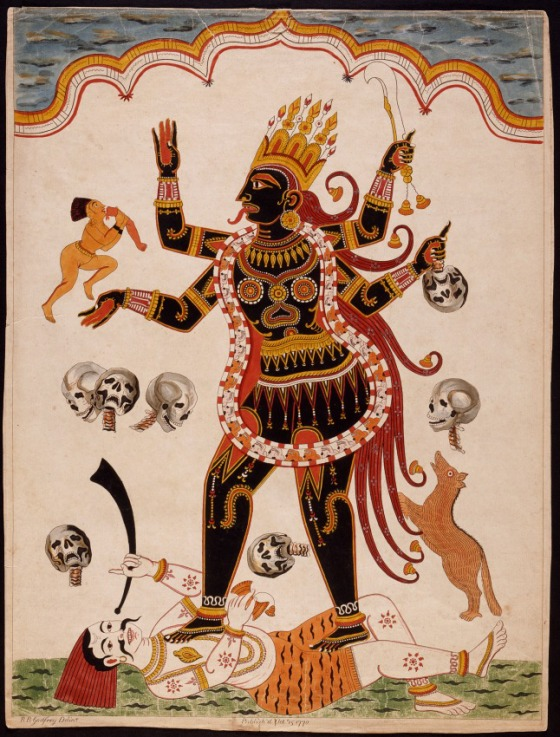
ジャッカルとカーリー
（1770年、エッチング）インドでジャッカルは、カーリーなどドゥルガーの係累としばしば結びつけられる。